# Inbiomyiidae
Famille
Inbiomyiidae, les Inbiomyiides, est une petite famille de diptères brachycères dont l'unique genre est Inbiomyia. Ces petites mouches aux yeux proéminents vivent dans la zone tropicale de l'Amérique latine. Les imagos se nourriraient de micro-organismes tandis que leurs larves seraient parasites .

## Description
Les Inbiomyiidae constituent une petite famille de mouches de petite taille caractérisées par plusieurs traits morphologiques très inhabituels et uniques comme une tête courte des yeux protubérants et hémisphériques, de longues antennes, des aristas pubescents, plus longs que la tête, des nervures alaires simples.

## Aire de répartition
Les Inbiomyiides sont distribués dans toute la zone tropicale de la région néotropicale, depuis le niveau de la mer et les forêts de plaine jusqu'aux forêts pluviales et nuageuses (jusqu'à plus de 2000 m), du Guatemala à la Guyane française et au sud de la Bolivie.

## Biologie
La biologie des adultes et des stades immatures est inconnue. Cependant, d'après les quantités de matériel fongique, algal et probablement bactérien trouvées dans les intestins des spécimens disséqués, les imagos consommeraient activement des microbes. Le faible nombre d'œufs matures par femelle et leur morphologie inhabituelle suggèrent un mode de vie parasitaire.

## Taxonomie
Le famille des Inbiomyiidae est décrite par l'entomologiste  Matthias Buck en 2006. Il s'agit de la première famille de Cyclorrhapha à être décrite sur la base d'un nouveau genre découvert au cours du XXIe siècle siècle.
La famille est riche en caractères apomorphes et ne présente aucune ressemblance avec d'autres Schizophora. Sur la base de critères morphologiques proches, Matthias Buck a placé les Inbiomyiidae comme groupe frère de la famille australasienne également monotypique des Australimyzidae, au sein de la superfamille Carnoidea,.

### Ensemble des Genre et espèces
Selon Catalogue of Life (27 févr. 2013) et Pereira-Colavite & Luciano Mello (2016) :
- genre Inbiomyia
  - Inbiomyia acmophallus
  - Inbiomyia anemosyris
  - Inbiomyia anodonta
  - Inbiomyia empheres
  - Inbiomyia exul
  - Inbiomyia matamata
  - Inbiomyia mcalpineorum
  - Inbiomyia pterygion
  - Inbiomyia regina
  - Inbiomyia scoliostylus
  - Inbiomyia zeugodonta